# Диоксотетрахлорорутеновая кислота
Диоксотетрахлорорутеновая кислота — неорганическое соединение,
гидрат оксохлорида рутения
с формулой H2[RuO2Cl4]•3H2O,
бурые или чёрные кристаллы,
растворяется в воде.

## Получение
- Действие хлора и хлористого водорода на раствор оксида рутения(VIII).

## Физические свойства
Диоксотетрахлорорутеновая кислота образует бурые или чёрные гигроскопичные кристаллы.
Растворяется в воде и этаноле.
При 90-100°С теряет воду.

## Химические свойства
- Разлагается при нагревании:

{\displaystyle {\mathsf {H_{2}[RuO_{2}Cl_{4}]\ {\xrightarrow {140^{o}C}}\ RuO_{2}+2HCl+Cl_{2}}}}